# Вестник (шхуна, 1841)
«Вестник» — парусная шхуна Черноморского флота Российской империи.

## Описание судна
Длина шхуны по сведениям из различных источников составляла от 28,9 до 29 метров, ширина от 7,3 до 7,4 метра, а осадка 3,1 метра. Вооружение судна состояло из 12-ти орудий.

## История службы
Шхуна «Вестник» была заложена в Николаеве 13 (25) ноября 1840 года и после спуска на воду 27 сентября (9 октября) 1841 года вошла в состав Черноморского флота России. Строительство вёл кораблестроитель поручик Кириллов под наблюдением капитана С. И. Чернявского.
В 1842 году  в составе отряда выходила в практическое плавание в Чёрное море, а также крейсировала вдоль его восточного берега.
В 1843 году перешла из Одессы в Константинополь, после чего ушла в Греческий архипелаг, где поступила в распоряжение русской миссии в Греции. В течение 1843 и 1844 годов находилась в распоряжении миссии, после чего вернулась обратно в Россию. 
В 1845 года в составе отряда вице-адмирала Ф. П. Литке совершала плавания вдоль берегов Чёрного моря для ознакомления с театром генерал-адмирала великого князя Константина Николаевича, а также выходила в крейсерские плавания в Чёрном море, в том числе у берегов Абхазии. 
В кампанию 1846 года совершала плавания по Бугу и в Чёрном море, после чего из Одессы ушла в Константинополь, а затем в Греческий архипелаг, где вновь поступила в распоряжение русской миссии в Греции. В составе миссии совершала плавания в Средиземном море и Греческом архипелаге.
10 (22) декабря 1847 года на пути из Греции, выйдя из пролива Босфор в Черное море, взяла курс на Севастополь. 22 декабря 1847 (3 января 1848) года при крепком ветре и морозе попала в туман и из-за ошибки в счислении села на мель, у мыса Тарханкут. Экипажу шхуны удалось переправиться на берег, за исключением одного матроса, погибшего под упавшей мачтой. Прибывший на место крушения пароходофрегат «Бессарабия» снял экипаж шхуны с берега, а также всё, что было возможна с борта шхуны, и доставил его в Севастополь. Осмотр севшей на мель и порядком обмерзшей шхуны показал, что её спасение не представляется возможным, а вскоре сильным юго-восточным ветром она была полностью разбита.

## Командиры шхуны
Командирами парусной шхуны «Вестник» в составе Российского императорского флота в разное время служили:
- лейтенант А. Л. Альбрант (1842 год)[24];
- лейтенант И. Х. Бернар-де-Граве (1843—1844 годы)[25];
- Н. И. Скаловский (1845—1847 годы).